# Вулкана де Сус (Дамбовица)
Вулкана де Сус (рум. Vulcana de Sus) насеље је у Румунији у округу Дамбовица у општини Вулкана Бај. Oпштина се налази на надморској висини од 432 m.

## Становништво
Према подацима из 2002. године у насељу је живело 1400 становника, од којих су сви румунске националности.